# 紐蘭 (印地安納州)
紐蘭（英語：Newland）是位於美國印地安納州傑斯帕縣的一個非建制地區。

## 歷史
紐蘭的郵局於1901年設立，其後於1925年停運。